# ロバート・H・イングリッシュ
ロバート・ヘンリー・イングリッシュ（Robert Henry English, 1888年1月16日 - 1943年1月21日）は、アメリカ合衆国の海軍軍人。最終階級は海軍少将。太平洋艦隊潜水部隊を率いて日本に対する通商破壊戦を指揮したが、戦果が思うように挙がらないまま航空事故により殉職した。
彼が殉職したことにより皮肉にも太平洋艦隊潜水部隊はチャールズ・A・ロックウッド少将へ委ねられ通商破壊に置いて多大な戦果を上げることとなる

## 生涯
ロバート・ヘンリー・イングリッシュは1888年1月16日、ジョージア州ウォーレントンに生まれる。海軍兵学校（アナポリス）に進み、1911年に卒業。卒業年次から「アナポリス1911年組」と呼称されたこの世代の同期には、第三次ソロモン海戦で戦死したダニエル・J・キャラハンとノーマン・スコット、沖縄戦で戦艦「大和」と対決し損なったモートン・デヨ、室蘭艦砲射撃を行ったオスカー・C・バジャー2世、空母任務群を率いたジョン・W・リーヴスらがいる。
卒業後は士官候補生や艦船乗組みを経て1917年に潜水艦を志願し、1918年に竣工したばかりの潜水艦O-4 (USS O-4, SS-65) の初代艦長となる。O-4 艦長として対敵哨戒の戦功により最初の海軍十字章が授けられた。また、1918年10月5日に爆発事故を起こした潜水艦O-5 (USS O-5, SS-66) の艦内に入って爆発により重体となっていたジョージ・トレヴァー少佐（アナポリス1909年組）を運びだし、トレヴァー自身は殉職したが勇敢な行為が評価され、二度目の海軍十字章に代わる金星章を受章した。第一次世界大戦後、イングリッシュは様々な職務を経て1941年7月14日からは軽巡洋艦「ヘレナ」 (USS Helena, CL-50) の艦長となった。「ヘレナ」艦長時代に1941年12月7日の真珠湾攻撃を迎えた。攻撃当日、「ヘレナ」は外側に敷設艦「オグラーラ」 (USS Oglala, CM-4) を横付けさせて係留されていた。やがて一機の雷撃機が魚雷を投下し、「オグラーラ」の下を通過し「ヘレナ」に命中する。魚雷命中で浸水したもののただちに応急修理を行わせ、素早い反撃を行って「ヘレナ」を沈没の危機から救った。イングリッシュは、1942年3月6日まで艦長職を務めた。
1942年5月14日、少将となっていたイングリッシュは太平洋艦隊潜水部隊司令官に着任して潜水艦の世界に戻る。太平洋方面のアメリカ海軍潜水部隊は太平洋艦隊潜水部隊と、アジア艦隊の残党を中心としたフリーマントルおよびブリスベーンの部隊の3つで構成されていたが、魚雷の不足と欠陥、特殊任務でこき使われてあまり戦果を挙げられずにいた。イングリッシュは、作戦計画のいい加減さや魚雷の欠陥を訴える艦長連中に対して「魚雷の使い方が悪い」などと反論し、両者の間の溝は深くなるばかりであった。1942年6月のミッドウェー海戦に際しても、イングリッシュは指揮下の潜水艦を日本艦隊が通過するであろう海域に展開させたが戦果はなく、逆に間違った情報を伝達させて海戦に大敗した日本艦隊を追撃しようとする味方の行動に制約をかける結果となった。
海戦後、イングリッシュは思いつきで無謀な作戦を計画する。潜水艦の艦砲をもって葉山の御用邸を砲撃するよう、ウィリアム・H・ブロックマン少佐（アナポリス1927年組）の指揮する潜水艦「ノーチラス」 (USS Nautilus, SS-168) に命じた。ドーリットル空襲の向こうを張る作戦として計画されたが、命じられたブロックマン自身も馬鹿げた作戦だと決めつけており、ブロックマンは命令を無視して御用邸を砲撃をしなかった代わりに駆逐艦「山風」を撃沈した。「ノーチラス」の帰投後、イングリッシュはブロックマンに砲撃をしたかどうかを聞いたが、ブロックマンは返事代わりに沈む「山風」の写真を提出し、イングリッシュは写真をメディアに渡して何とか面目だけは保つことができた。海戦以降、日本は徐々に衰微への道をひた走り、アメリカ潜水艦はレーダーなどの新兵器を装備するようになったが魚雷の欠陥は相変わらず、戦果は思うようには挙がらなかった。
1943年1月21日、イングリッシュはパンアメリカン航空マーチン M130「フィリピン・クリッパー」に乗ってサンフランシスコに向かったが、翌1月21日、「フィリピン・クリッパー」は航法ミスでカリフォルニア州ユカイア近郊に墜落し、イングリッシュを含む乗客乗員合わせて19名全員が死亡した（フィリピン・クリッパー墜落事故）。55歳没。死後、太平洋艦隊潜水部隊司令官としての功績により海軍殊勲章が授けられた。イングリッシュの死後、太平洋艦隊潜水部隊はアナポリスで1期下のチャールズ・A・ロックウッド少将に委ねられた。
アレン・M・サムナー級駆逐艦の一艦「イングリッシュ」 (USS English, DD-696) は、イングリッシュを記念して命名された。